# Adhémar de Steenhault de Waerbeeck
Le baron Adhémar de Steenhault de Waerbeeck, né le 19 mai 1840 à Saint-Josse-ten-Noode et décédé le 6 août 1906 à Gammerages est ingénieur agricole et un homme politique catholique belge.

## Biographie
Adhémar Alexandre Charles, baron de Steenhault de Waerbeeck, né le 19 mai 1840 à Saint-Josse-ten-Noode est le fils d'Ernest de Steenhault de Waerbeek (1815-1886) et de Léonie de Blondel de Beauregard de Viane (1819-1869). Il épouse en 1869 Marie de Pizarro (1848-1925) qui lui donne un fils, Léon (1871-1939).
Il est d'abord élu conseiller provincial de la province de Brabant de 1880 à 1894 et, en 1887, il est élu conseiller communal et bourgmestre de Vollezele. Il est ensuite sénateur de l'arrondissement de Bruxelles de 1894 à 1905.
Il était président de la Société agricole de la province de Brabant.
Il décède le 6 août 1906 à Gammerages dans son château de Vollezele.

## Distinctions
Il est créé baron en 1886 par le roi Léopold II.